# Nekrolog 1. Quartal 1909
Nekrolog
◄◄
| ◄
| 1905
| 1906
| 1907
| 1908
| 1909 | 1910 | 1911 | 1912 | 1913 | ► | ►►
1. Quartal |
2. Quartal |
3. Quartal |
4. Quartal 1909
Weitere Ereignisse | Allgemeiner Nekrolog 1909
Die Beschreibung der verstorbenen Person sollte so kurz wie möglich gehalten sein und nur deren signifikante Tätigkeit(en) enthalten.
Neue Namen ggf. auch unter dem Geburts- und Sterbedatum, also etwa unter 1. Januar und im Geburts- und Sterbejahr (2024) eintragen (nur bei entsprechender großer Wichtigkeit). Für Beispiele siehe die schon vorhandenen Artikel.
Außerdem über die fünf zuletzt Verstorbenen, zu denen es einen ausreichend guten Artikel für eine Präsentation auf der Hauptseite gibt, nach der todesbedingten Überarbeitung der Artikel ggf. auch unter Wikipedia Diskussion:Hauptseite informieren und sie am besten auch in den anderen Wikipedia-Sprachversionen eintragen. Tipp: Regelmäßig bei news.google.de nach „ist tot“, „gestorben“ oder „verstorben“ suchen.
Wenn eine Person gestorben ist, gibt es viele Seiten zu dieser Person in der Wikipedia, die davon auch betroffen sind und entsprechend aktualisiert werden müssen. Beispiele: Namenübersichtsseite, Geburtsjahr, Geburtsort-Seiten und viele mehr.
Wie finde ich die betroffenen Seiten?
Im Suchfeld auf der linken Seite gibt man den Suchbegriff so ein: „Vorname Nachname“. Dann klickt man auf Volltext und alle Seiten mit entsprechendem Suchtext werden aufgerufen. Hier sieht man dann schnell, wo auch das Todesjahr Sinn macht oder sogar ein Teil des Artikels angepasst werden muss. Auch hilft das „Werkzeug“ auf der linken Seite sehr gut, um solche Seiten aufzufinden: „Links auf diese Seite“. Somit ist die Wikipedia wieder aktuell in allen Bereichen! Hinweis: bei Eintragung der Kategorie „Gestorben JAHR“ wird der Missbrauchsfilter 49 ausgelöst, was jedoch nicht schlimm ist. Siehe: Spezial:Missbrauchsfilter/49
Dies ist eine Liste von im ersten Quartal 1909 verstorbenen bekannten Persönlichkeiten. Die Einträge erfolgen innerhalb der einzelnen Daten alphabetisch sortiert. Tiere sind im Nekrolog für Tiere zu finden.

## Januar
| Tag        | Name                                                | Beruf, bekannt als                                                                                        | Alter | Beleg |
| ---------- | --------------------------------------------------- | --- | ----- | ----- |
| 1. Januar  | Elisabeth von Berge                                 | deutsche Schriftstellerin                                                                                 | 70    |       |
| 1. Januar  | George Washington Hough                             | US-amerikanischer Astronom                                                                                | 72    |       |
| 1. Januar  | Charles Henderson Yoakum                            | US-amerikanischer Politiker                                                                               | 59    |       |
| 2. Januar  | Johannes von Kronstadt                              | russisch-orthodoxer Heiliger                                                                              | 79    |       |
| 2. Januar  | Sydney Janis Yard                                   | US-amerikanischer Aquarellmaler                                                                           | 53    |       |
| 3. Januar  | Paul Bergholz                                       | deutscher Meteorologe                                                                                     | 63    |       |
| 3. Januar  | Heinrich Ehrich                                     | deutscher Maler, Lithograf und Zeichenlehrer                                                              | 83    |       |
| 3. Januar  | Heinrich Hartmann                                   | deutscher Politiker                                                                                       | 73    |       |
| 3. Januar  | William H. Neece                                    | US-amerikanischer Politiker                                                                               | 77    |       |
| 7. Januar  | Gustav Heinrich Schneider                           | deutscher Schriftsteller und Studentenhistoriker                                                          | 49    |       |
| 8. Januar  | Arnold von Bohlen und Halbach                       | deutscher Säugling, Sohn der Industriellenfamilie Krupp von Bohlen und Halbach                            | 0     |       |
| 8. Januar  | Rudolph Palme                                       | deutscher Organist, Komponist, Herausgeber und Orgelrevisor in Magdeburg                                  | 74    |       |
| 8. Januar  | Harry Govier Seeley                                 | britischer Paläontologe                                                                                   | 69    |       |
| 8. Januar  | Louise von Strantz                                  | deutsche Sängerin, Pianistin und Komponistin                                                              | 85    |       |
| 8. Januar  | Victor Tetens                                       | deutscher Architekt und preußischer Baubeamter                                                            | 67    |       |
| 9. Januar  | Paul Gachet                                         | französischer Arzt und Maler                                                                              | 80    |       |
| 9. Januar  | Karl Hoene                                          | deutscher Verwaltungsbeamter und Rittergutsbesitzer                                                       | 51    |       |
| 9. Januar  | Frederick Morgan                                    | britischer Politiker, Abgeordneter im House of Commons                                                    | 74    |       |
| 9. Januar  | Emil Weyerbusch                                     | deutscher Kaufmann, Fabrikant und Mäzen                                                                   | 62    |       |
| 10. Januar | John Conness                                        | US-amerikanischer Politiker                                                                               | 87    |       |
| 10. Januar | Charles Vernon Culver                               | US-amerikanischer Politiker                                                                               | 78    |       |
| 10. Januar | Eugen Kattwinkel                                    | deutscher Fabrikant und Abgeordneter                                                                      | 69    |       |
| 10. Januar | Eduard Scheve                                       | deutscher Baptistenprediger und Begründer der evangelisch-freikirchlichen Diakonie und Außenmission       | 72    |       |
| 10. Januar | Pawel Alexejewitsch Selenoi                         | russischer Generalleutnant der Admiralität, Stadthauptmann von Taganrog und Odessa                        | 75    |       |
| 11. Januar | Ewald Hecker                                        | deutscher Psychiater                                                                                      | 65    |       |
| 11. Januar | Karl August Hermann                                 | estnischer Sprachwissenschaftler, Journalist und Komponist                                                | 57    |       |
| 11. Januar | Joseph Wharton                                      | US-amerikanischer Industrieller, Mitbegründer der Bethlehem Steel Company                                 | 82    |       |
| 12. Januar | Hermann Minkowski                                   | deutscher Mathematiker und Physiker                                                                       | 44    |       |
| 12. Januar | Georg Ragaz                                         | Schweizer Zimmermann und Baumeister                                                                       | 51    |       |
| 12. Januar | Alexander Pancoast Riddle                           | US-amerikanischer Politiker                                                                               | 62    |       |
| 12. Januar | Mehmed Süreyya                                      | osmanischer Staatsbeamter, Dichter und Biograph                                                           |       |       |
| 13. Januar | Eva Bonnier                                         | schwedische Malerin, Bildhauerin und Mäzenin                                                              | 51    |       |
| 13. Januar | Wilhelm Heckel                                      | deutscher Musikinstrumentenbauer                                                                          | 52    |       |
| 13. Januar | Iwan Jegorowitsch Sabelin                           | russischer Historiker und Archäologe                                                                      | 88    |       |
| 14. Januar | Sinowi Petrowitsch Roschestwenski                   | russischer Admiral                                                                                        | 60    |       |
| 15. Januar | Arnold Janssen                                      | deutscher Missionar und Ordensgründer                                                                     | 71    |       |
| 15. Januar | Eduard von Oppenheim                                | deutscher Privatbankier und Gestütsbesitzer                                                               | 77    |       |
| 15. Januar | Ernest Reyer                                        | französischer Komponist und Musikkritiker                                                                 | 85    |       |
| 15. Januar | Hermann von Stutterheim                             | deutscher Jurist und Landgerichtsdirektor in Braunschweig                                                 | 65    |       |
| 15. Januar | Ernst von Wildenbruch                               | deutscher Schriftsteller und Diplomat                                                                     | 63    |       |
| 15. Januar | Robert Zünd                                         | Schweizer Maler                                                                                           | 81    |       |
| 16. Januar | Hermann Frese                                       | deutscher Kaufmann und Politiker (FVg), MdR                                                               | 65    |       |
| 16. Januar | Albert Mérat                                        | französischer Schriftsteller und Übersetzer                                                               | 68    |       |
| 16. Januar | Fridolin Reiser                                     | deutsch-österreichischer Montaningenieur und Metallurge                                                   | 65    |       |
| 16. Januar | Gottfried Ruegenberg                                | deutscher Mediziner und Politiker (Zentrum), MdR                                                          | 63    |       |
| 16. Januar | Adolf Sprung                                        | deutscher Meteorologe                                                                                     | 60    |       |
| 16. Januar | William Tyssen-Amherst, 1. Baron Amherst of Hackney | britischer Abgeordneter und Sammler                                                                       | 73    |       |
| 17. Januar | Josef Eckert                                        | deutscher Wiesentechniker                                                                                 | 54    |       |
| 18. Januar | Christian Arning                                    | deutscher Jurist und Politiker, MdHB                                                                      | 84    |       |
| 18. Januar | Robert Hausmann                                     | deutscher Cellist und Hochschullehrer                                                                     | 56    |       |
| 18. Januar | Hubert Hilf                                         | deutscher Unternehmer und Politiker (NFP), MdR                                                            | 88    |       |
| 18. Januar | Ernest Lavigne                                      | kanadischer Komponist, Kapellmeister, Kornettist und Musikverleger                                        | 57    |       |
| 18. Januar | Bernard John Joseph McQuaid                         | US-amerikanischer Geistlicher, Bischof von Rochester                                                      | 85    |       |
| 19. Januar | Jacob Klotz                                         | deutscher Politiker (DFP), MdR                                                                            | 85    |       |
| 19. Januar | Gustav Ritter von Meyer                             | Justizrat und Ehrenbürger von Bayreuth                                                                    | 74    |       |
| 19. Januar | Christoph von Platen                                | preußischer Gutsbesitzer und Politiker                                                                    | 70    |       |
| 19. Januar | Francesco Prudenzano                                | italienischer Autor, Romanist und Italianist                                                              | 85    |       |
| 19. Januar | Bernhard Tüshaus                                    | deutscher Architekt                                                                                       | 62    |       |
| 20. Januar | Torkel Halvorsen Aschehoug                          | norwegischer Jurist, Volkswirtschaftler, Historiker und Politiker                                         | 86    |       |
| 20. Januar | Zulma Bouffar                                       | französische Soubrette                                                                                    | 67    |       |
| 21. Januar | Alfred von Hompesch                                 | deutscher Großgrundbesitzer und Politiker (Freikonservative, Zentrum), MdR                                | 82    |       |
| 21. Januar | Bernhard Schlick                                    | deutscher Rittergutsbesitzer und Politiker, MdR                                                           | 67    |       |
| 21. Januar | Karl Walcker                                        | deutscher Staatswissenschaftler und Ökonom                                                                | 69    |       |
| 22. Januar | Henry Clay Allen                                    | US-amerikanischer Homöopath                                                                               | 72    |       |
| 22. Januar | Emil Erlenmeyer                                     | deutscher Chemiker                                                                                        | 83    |       |
| 22. Januar | Werner von Rundstedt                                | deutscher Offizier, Rittergutsbesitzer und Parlamentarier                                                 | 75    |       |
| 22. Januar | Christian Ulrich                                    | österreichischer Architekt und Ingenieur                                                                  | 72    |       |
| 23. Januar | Ignaz Bernstein                                     | russischer jüdischer Volkskundler und Sprachforscher                                                      | 72    |       |
| 23. Januar | Ferdinand Wöllmer                                   | deutscher Unternehmer und Politiker (DFP), MdR                                                            | 72    |       |
| 24. Januar | Idzizlaw Czartoryski                                | Rittergutsbesitzer und Mitglied des Deutschen Reichstags                                                  | 50    |       |
| 24. Januar | Adolf Reese                                         | deutscher Brauereibesitzer und Politiker (NLP)                                                            | 53    |       |
| 25. Januar | Julius Heveling                                     | deutscher römisch-katholischer Priester und Politiker (Zentrum), MdA                                      | 66    |       |
| 26. Januar | Hermann Tafel                                       | deutscher Jurist und Politiker                                                                            | 75    |       |
| 27. Januar | Benoît Constant Coquelin                            | französischer Schauspieler an der Comédie-Française                                                       | 68    |       |
| 28. Januar | Hermann Münchmeyer der Ältere                       | deutscher Kaufmann, Bankier und Politiker, MdHB                                                           | 93    |       |
| 29. Januar | Felice Beato                                        | italienischer Fotograf                                                                                    |       |       |
| 29. Januar | Josef Daimer                                        | Gemeindearzt und ein Pionier des Alpinismus im Tauferer Ahrntal                                           | 63    |       |
| 29. Januar | Karl Delisle                                        | deutscher Ingenieur, Abgeordneter der Zweiten Badischen Kammer                                            | 81    |       |
| 29. Januar | Wilfred Hudleston Hudleston                         | englischer Geologe                                                                                        | 80    |       |
| 30. Januar | Anton Spitalsky                                     | österreichischer Rüstungsunternehmer, technischer Direktor der Österreichischen Waffenfabriksgesellschaft | 77    |       |
| 31. Januar | Max Hoenow                                          | deutscher Landschaftsmaler                                                                                | 57    |       |
|            | Jean-Paul Sinibaldi                                 | französischer Maler                                                                                       | 51    |       |

## Februar
| Tag         | Name                             | Beruf, bekannt als                                                                                         | Alter | Beleg |
| ----------- | -------------------------------- | --- | ----- | ----- |
| 1. Februar  | Julius Fedders                   | deutschbaltisch-lettischer Landschaftsmaler und Zeichenlehrer                                              | 70    |       |
| 1. Februar  | Alexander Karl                   | österreichischer Abt und Politiker                                                                         | 84    |       |
| 1. Februar  | Natalie Liebknecht               | deutsche Übersetzerin                                                                                      | 73    |       |
| 2. Februar  | James Robertson, Baron Robertson | schottischer Jurist und Politiker                                                                          | 63    |       |
| 2. Februar  | Adolf Stoecker                   | deutscher evangelischer Theologe und Politiker, MdR                                                        | 73    |       |
| 2. Februar  | Gustav Tuch                      | deutscher Kaufmann, Publizist und Vereinsgründer                                                           | 74    |       |
| 3. Februar  | Serafino Cretoni                 | italienischer katholischer Theologe und Kardinal                                                           | 75    |       |
| 3. Februar  | Johann Georg Herzog              | deutscher Organist, Komponist und Hochschullehrer                                                          | 86    |       |
| 4. Februar  | Antonín Rezek                    | tschechischer Historiker und Politiker                                                                     | 56    |       |
| 4. Februar  | George Washington Schwartze      | niederländischer Maler und Zeichner                                                                        | 51    |       |
| 4. Februar  | Andrew Mitchell Torrance         | schottischer Politiker                                                                                     |       |       |
| 4. Februar  | Addison White                    | US-amerikanischer Politiker                                                                                | 84    |       |
| 5. Februar  | Alexandre Saint-Yves d’Alveydre  | französischer Autor und Okkultist                                                                          | 66    |       |
| 5. Februar  | Alexander Baur                   | deutscher Jurist und Senator der Stadt Altona                                                              | 51    |       |
| 5. Februar  | Andrew Price                     | US-amerikanischer Politiker                                                                                | 54    |       |
| 6. Februar  | Anton Kerschbaumer               | katholischer Theologe, Historiker und niederösterreichischer Politiker                                     | 85    |       |
| 6. Februar  | Augustin Kolberg                 | deutscher Theologe und Politiker (Zentrum), MdR                                                            | 74    |       |
| 6. Februar  | Maxime Piaggio                   | französischer Ruderer                                                                                      | 30    |       |
| 7. Februar  | Clotilde Kleeberg                | französische Pianistin deutsch-jüdischer Abstammung                                                        | 42    |       |
| 7. Februar  | Catulle Mendès                   | französischer Schriftsteller und Dichter                                                                   | 67    |       |
| 7. Februar  | Curt Adolph Netto                | deutscher Metallurge und Autor                                                                             | 61    |       |
| 7. Februar  | Johann Otto Stammann             | Hamburger Bürgermeister und Rechtsanwalt                                                                   | 73    |       |
| 8. Februar  | Mieczysław Karłowicz             | polnischer Komponist                                                                                       | 32    |       |
| 8. Februar  | Giacinto Morera                  | italienischer Mathematiker und Hochschullehrer                                                             | 52    |       |
| 8. Februar  | Edouard Silas                    | niederländischer Komponist und Organist                                                                    | 81    |       |
| 9. Februar  | Charles Conder                   | Maler | 40    |       |
| 9. Februar  | Louis Lekebusch                  | deutscher Garnhändler, Kaufmann und Politiker                                                              | 73    |       |
| 9. Februar  | Alexander Reifferscheid          | deutscher Literaturwissenschaftler                                                                         | 61    |       |
| 9. Februar  | Anton Schell                     | österreichischer Geodät und Hochschullehrer                                                                | 73    |       |
| 10. Februar | Bogislav von Heyden-Linden       | deutscher Reiter, Generalmajor und Flügeladjutant von Kaiser Wilhelm II.                                   | 55    |       |
| 10. Februar | Engelbert Pape                   | deutscher Eisenbahnbeamter                                                                                 | 81    |       |
| 10. Februar | Matthew Turner                   | US-amerikanischer Schiffbauer                                                                              | 83    |       |
| 11. Februar | Gotthold Sabel                   | deutscher Heraldiker und Siegelforscher                                                                    | 56    |       |
| 12. Februar | Jakob Amsler                     | Schweizer Jurist und Politiker                                                                             | 60    |       |
| 12. Februar | Karl Backes                      | deutscher Politiker (NLP), Landtagsabgeordneter Großherzogtum Hessen (1898–1902)                           | 72    |       |
| 13. Februar | Hugo Egmont Hørring              | Jurist und Politiker, dänischer Ministerpräsident (1897–1900)                                              | 66    |       |
| 13. Februar | Julius Thomsen                   | dänischer Chemiker                                                                                         | 82    |       |
| 14. Februar | Karl August Czeija               | österreichischer Unternehmer                                                                               | 65    |       |
| 14. Februar | Elsie Dohrmann                   | neuseeländische Lehrerin, Botanikerin und Abstinenz-Aktivistin                                             | 33    |       |
| 14. Februar | Emil von Förster                 | österreichischer Architekt des Historismus                                                                 | 70    |       |
| 14. Februar | Benjamin F. Funk                 | US-amerikanischer Politiker                                                                                | 70    |       |
| 14. Februar | Daniel L. D. Granger             | US-amerikanischer Politiker                                                                                | 56    |       |
| 14. Februar | Arno Senfft                      | Kaiserlicher Bezirksamtmann                                                                                | 44    |       |
| 14. Februar | Heinrich Wattendorff             | deutscher Politiker (Zentrum), MdR                                                                         | 63    |       |
| 15. Februar | Otto Seelmann                    | deutscher Landschaftsmaler                                                                                 | 80    |       |
| 15. Februar | Gustav Staude                    | deutscher Kommunalpolitiker, Mitglied des Preußischen Herrenhauses und Oberbürgermeister von Halle (Saale) | 65    |       |
| 15. Februar | Albrecht Wagner                  | deutscher Anglist; Literaturwissenschaftler des Elisabethanischen Zeitalters                               | 59    |       |
| 16. Februar | Pierre Petit                     | französischer Fotograf                                                                                     | 76    |       |
| 17. Februar | Carl August Bolle                | deutscher Naturforscher und Sammler                                                                        | 87    |       |
| 17. Februar | Johann Anton Casparis            | Schweizer Jurist und Nationalrat                                                                           | 54    |       |
| 17. Februar | Geronimo                         | Kriegshäuptling und Schamane einer Gruppe der Bedonkohe-Apachen                                            | 79    |       |
| 17. Februar | Heinrich von Reder               | deutscher Schriftsteller und Maler                                                                         | 84    |       |
| 17. Februar | Wladimir Alexandrowitsch Romanow | Sohn von Zar Alexander II.                                                                                 | 61    |       |
| 18. Februar | Johann Joachim Darboven          | deutscher Unternehmer                                                                                      | 67    |       |
| 19. Februar | Adolf Durrer                     | Schweizer Politiker                                                                                        | 59    |       |
| 19. Februar | Heinrich Gärtner                 | deutscher Maler                                                                                            | 80    |       |
| 20. Februar | Eginhard von Barfus              | deutscher Autor von Abenteuerromanen                                                                       | 83    |       |
| 20. Februar | James Cash                       | britischer Zoologe und Botaniker                                                                           | 70    |       |
| 20. Februar | Rodolphe Lindt                   | Schweizer Schokoladenfabrikant und Erfinder, Gründer der „Chocolademanufaktur Lindt“                       | 53    |       |
| 20. Februar | Paul Ranson                      | französischer Maler und Designer                                                                           | 44    |       |
| 20. Februar | Max von Saurma                   | deutscher Gutsbesitzer und Politiker                                                                       | 72    |       |
| 21. Februar | Julius von Gomperz               | österreichischer Industrieller                                                                             | 85    |       |
| 21. Februar | Xaver Imfeld                     | Schweizer Topograf und Kartograf                                                                           | 55    |       |
| 21. Februar | Robert Schindler                 | österreichischer Jurist und Herausgeber                                                                    | 64    |       |
| 21. Februar | Georg Semper                     | deutscher Fabrikant und Insektenkundler                                                                    | 71    |       |
| 22. Februar | Franz Blöchl                     | österreichischer Politiker                                                                                 | 63    |       |
| 22. Februar | Eugene Delmar                    | US-amerikanischer Schachmeister                                                                            | 67    |       |
| 23. Februar | Julius Hamburger                 | österreichischer Porträt- und Tiermaler                                                                    | 78    |       |
| 23. Februar | Solomon L. Hoge                  | US-amerikanischer Politiker                                                                                | 72    |       |
| 23. Februar | Edmund Lührmann                  | Gründer der Edmund-Lührmann-Stiftung                                                                       | 64    |       |
| 24. Februar | Robert Müller                    | deutscher Posaunist                                                                                        | 59    |       |
| 25. Februar | Friedrich Bernhard Beyreuther    | Chemnitzer Kaufmann und Theatergründer                                                                     | 70    |       |
| 25. Februar | Bernhard Graser                  | deutscher Altphilologe und Diplomat                                                                        | 67    |       |
| 25. Februar | Ludwig Rohrmann                  | deutscher Unternehmer und Erfinder                                                                         | 61    |       |
| 26. Februar | Caran d’Ache                     | französischer Karikaturist und humoristischer Zeichner                                                     |       |       |
| 26. Februar | Raymond Balze                    | französischer Maler und Kopist                                                                             | 90    |       |
| 26. Februar | Hermann Ebbinghaus               | deutscher Psychologe                                                                                       | 59    |       |
| 26. Februar | Ciriaco Sancha y Hervás          | spanischer Geistlicher, Erzbischof von Toledo und Primas von Spanien                                       | 75    |       |
| 26. Februar | Reinhold von Werner              | deutscher Vizeadmiral und Militärschriftsteller                                                            | 83    |       |
| 27. Februar | Artúr Coray                      | ungarischer Leichtathlet                                                                                   | 27    |       |
| 27. Februar | Hermann Klette                   | deutscher Bauingenieur und Baubeamter                                                                      | 62    |       |
| 28. Februar | Henriëtte Ronner-Knip            | niederländisch-belgische Kunstmalerin                                                                      | 87    |       |
| 28. Februar | John Sloan                       | US-amerikanischer Politiker                                                                                | 62    |       |

## März
| Tag      | Name                                | Beruf, bekannt als | Alter | Beleg |
| -------- | ----------------------------------- | --- | ----- | ----- |
| 1. März  | Isaac Ambrose Barber                | US-amerikanischer Politiker | 57    |       |
| 1. März  | Maria Theresia von Bourbon-Sizilien | Prinzessin von Bourbon-Sizilien und Fürstin von Hohenzollern | 42    |       |
| 1. März  | Riccardo Predelli                   | italienischer Historiker und Archivar | 68    |       |
| 1. März  | John K. Richards                    | US-amerikanischer Politiker, Jurist und United States Solicitor General                                                                                            | 52    |       |
| 2. März  | Naphtali Herz Günzburg              | russischer Bankier | 76    |       |
| 2. März  | August Overweg                      | deutscher Politiker | 72    |       |
| 2. März  | Karl Seggel                         | deutscher Augenarzt und bayerischer Generalarzt | 72    |       |
| 3. März  | Arthur von Breitenbuch              | deutscher königlich-preußischer Kammerherr und Landrat des preußischen Kreises Ziegenrück                                                                          | 77    |       |
| 3. März  | Otto Hohnstein                      | deutscher Lehrer und Historiker | 66    |       |
| 4. März  | Alexandre Charpentier               | französischer Bildhauer und Medailleur | 52    |       |
| 4. März  | Hosea Townsend                      | amerikanischer Politiker | 68    |       |
| 5. März  | Jacques Grenier                     | kanadischer Politiker | 86    |       |
| 5. März  | Erich Paulun                        | deutscher Marinearzt | 47    |       |
| 5. März  | Taborda                             | portugiesischer Schauspieler | 85    |       |
| 6. März  | Gustaf af Geijerstam                | schwedischer Schriftsteller | 51    |       |
| 6. März  | August Mau                          | deutscher Archäologe | 68    |       |
| 8. März  | Hermine Heller-Ostersetzer          | österreichische Malerin und Grafikerin | 34    |       |
| 8. März  | Léon Théry                          | französischer Rennfahrer | 29    |       |
| 8. März  | Washington F. Willcox               | US-amerikanischer Politiker | 74    |       |
| 9. März  | Adolf Grimminger                    | deutscher Sänger, Dichter und Bildhauer | 81    |       |
| 9. März  | Barbara Pfister                     | deutsche Mystikerin und Stigmatisierte | 41    |       |
| 9. März  | Julius Pohl                         | deutscher Geistlicher und Lyriker | 78    |       |
| 10. März | Kasimir Felix Badeni                | Ministerpräsident von Cisleithanien | 62    |       |
| 10. März | Iwan Semjonowitsch Kachanow II.     | russischer Politiker und General | 83    |       |
| 10. März | Eduard II. Nietner                  | Königlicher Hofgärtner in den Schlossgärten Sanssouci und Charlottenburg                                                                                           | 66    |       |
| 10. März | Alwin Schultz                       | deutscher Kunsthistoriker | 70    |       |
| 11. März | Stephen Møller                      | grönländischer Künstler | 26    |       |
| 12. März | Henry C. Bates                      | US-amerikanischer Politiker, Anwalt und Richter | 66    |       |
| 12. März | Frieda von Bülow                    | deutsche Schriftstellerin | 51    |       |
| 12. März | Ferdinand Lepcke                    | deutscher Bildhauer | 42    |       |
| 12. März | Herrmann Julius Meyer               | deutscher Verleger | 82    |       |
| 12. März | Joseph Petrosino                    | US-amerikanischer Polizist | 48    |       |
| 13. März | Rudolf Kraßnig                      | österreichischer Schriftsteller und Journalist | 47    |       |
| 13. März | Josef Lax                           | österreichischer Bildhauer des Historismus | 57    |       |
| 13. März | Karl von Neidhardt                  | deutscher Verwaltungsjurist und Großherzoglich hessischer außerordentlicher Gesandter und Bevollmächtigter beim Bundesrat                                          | 77    |       |
| 13. März | Robert Wilhelm Rosellen             | deutscher Geistlicher und Kirchenhistoriker | 79    |       |
| 14. März | Wilhelm Frank von Fürstenwerth      | deutscher Verwaltungsbeamter, Parlamentarier und Richter | 83    |       |
| 14. März | Edmund Morrill                      | US-amerikanischer Politiker | 75    |       |
| 14. März | Franz Rehbein                       | deutscher Landarbeiter und Arbeiterautor in Schleswig-Holstein | 42    |       |
| 15. März | Louis Grand                         | Schweizer Jurist und Politiker | 65    |       |
| 15. März | Richard von Seeckt                  | preußischer Offizier, zuletzt General der Infanterie | 75    |       |
| 15. März | Victor Vignon                       | französischer Landschaftsmaler | 61    |       |
| 16. März | Adalbert Matkowsky                  | deutscher Schauspieler | 51    |       |
| 17. März | Carl Roettgen                       | deutscher Kunstsammler | 71    |       |
| 17. März | William R. Taylor                   | US-amerikanischer Politiker | 88    |       |
| 18. März | Cécile Bruyère                      | französische Benediktinerin, Äbtissin und Klostergründerin | 63    |       |
| 18. März | Hermann Knauer                      | deutscher Bauunternehmer und Firmengründer | 37    |       |
| 18. März | Josef Schretter                     | österreichischer Maler | 53    |       |
| 19. März | Mary Burton                         | englisch-britische Sozialarbeiterin |       |       |
| 19. März | Carl Cuno                           | deutscher Architekt und Baubeamter | 85    |       |
| 19. März | James Hutchison Stirling            | schottischer Philosoph | 88    |       |
| 20. März | Rudolf von Franz                    | österreichischer Journalist und Jurist | 67    |       |
| 20. März | Karl Groß                           | deutscher Rechtsanwalt und Oberbürgermeister von Pforzheim | 65    |       |
| 20. März | Hugo Milch                          | deutscher Bankmanager und Kommunalpolitiker | 72    |       |
| 20. März | Fritz Römer                         | deutscher Zoologe | 42    |       |
| 21. März | William Connell                     | US-amerikanischer Politiker | 81    |       |
| 21. März | Marie Dahn-Hausmann                 | deutsche Schauspielerin | 79    |       |
| 21. März | Robert Hopkin                       | schottisch-amerikanischer Marinemaler und Bühnenbildner | 76    |       |
| 21. März | Rudolf von Gottschall               | deutscher Schriftsteller, Literaturkritiker | 85    |       |
| 21. März | Friedrich von Perponcher-Sedlnitzky | preußischer General der Kavallerie und Hofbeamter | 87    |       |
| 21. März | John H. Starin                      | US-amerikanischer Politiker | 83    |       |
| 21. März | Guilford Wiley Wells                | US-amerikanischer Politiker | 69    |       |
| 22. März | Friedrich Amelung                   | baltischer Industrieller und Schachspieler | 66    |       |
| 22. März | Rudolf von Renvers                  | deutscher Mediziner und Hochschullehrer | 55    |       |
| 24. März | Zsigmond Kornfeld                   | Bankier und Industrieller in Österreich-Ungarn | 56    |       |
| 24. März | Alfred Messel                       | deutscher Architekt | 55    |       |
| 24. März | John Millington Synge               | irischer Dramatiker | 37    |       |
| 25. März | Edmond de Grenus                    | Schweizer Offizier und Bankier | 69    |       |
| 25. März | Ruperto Chapí y Lorente             | spanischer Komponist und Professor | 57    |       |
| 25. März | Lorenzo Orengo                      | italienischer Bildhauer | 70    |       |
| 26. März | Jacob H. Neff                       | US-amerikanischer Politiker | 78    |       |
| 26. März | Julius Richter                      | deutscher Wechselmakler, Bankier und Unternehmer | 72    |       |
| 26. März | Caspar Stürenburg                   | deutscher Jurist und deutschamerikanischer Journalist und Autor |       |       |
| 27. März | Ignatia von Hertling                | deutsche Adelige, Nonne, Klostergründerin | 70    |       |
| 27. März | Julius Kautz                        | ungarischer Nationalökonom und Politiker | 79    |       |
| 28. März | Samuel G. Cosgrove                  | US-amerikanischer Politiker | 67    |       |
| 28. März | Karl Günther                        | deutscher Fürst | 78    |       |
| 28. März | Leonidas Jefferson Storey           | US-amerikanischer Politiker | 74    |       |
| 29. März | Allen R. Bushnell                   | US-amerikanischer Politiker | 75    |       |
| 29. März | Josef Roos                          | Schweizer Lehrer, Eisenbahnangestellter und Mundartautor | 57    |       |
| 29. März | Heinrich Wiegand                    | deutscher Anwalt, Direktor und Generaldirektor des Norddeutschen Lloyds                                                                                            | 53    |       |
| 30. März | Richard Reader Harris               | englischer Jurist, Methodist und Autor | 61    |       |
| 30. März | Julius Szmula                       | preußischer Militär, Gutsbesitzer und Politiker (Zentrumspartei), MdR                                                                                              | 79    |       |
| 31. März | Egbert Hoyer von der Asseburg       | preußischer Generalleutnant der Kavallerie, Sportfunktionär, Vorsitzender des Deutschen Olympischen Komitees und Mitglied des Internationalen Olympischen Komitees | 62    |       |
| 31. März | Karl Theodor Müller                 | deutscher Rheinstrom-Baudirektor | 68    |       |
| 31. März | Julius Seifert                      | deutscher Politiker (SPD), MdR, MdL (Königreich Sachsen) | 61    |       |
|          | Michael Hayduck                     | deutscher Altphilologe | 71    |       |